# Poundbury
Poundbury é um desenvolvimento urbano experimental nos arredores à oeste de Dorchester, no condado de Dorset, Inglaterra. O desenvolvimento é liderado pelo Ducado da Cornualha e teve o forte apoio do Rei Carlos III quando ele era Príncipe de Gales e Duque da Cornualha. Sob a direção de seu principal arquiteto e planejador Léon Krier, seu projeto é inspirado na arquitetura tradicional e nos princípios do Novo Urbanismo. O censo de 2021 mostrou uma população de 4.100.
Com conclusão prevista para 2025, espera-se que abrigue uma população de 6.000 habitantes. São 2.000 pessoas em mais de 180 empresas envolvidas em seu desenvolvimento e construção. Poundbury foi elogiado por reviver a paisagem urbana de edifícios baixos construída à escala humana e por ecoar características tradicionais do design local, mas não reduziu o uso do carro, como originalmente pretendido. Um relatório de 2022 disse: "Poundbury tem se destacado por suas ligações de pedestres e transporte público e por não ser tão 'baseado em carros' como outros desenvolvimentos em todo o país."

## Missão
Poundbury foi construída de acordo com os princípios de Carlos III, que é conhecido por ter opiniões fortes que desafiam as tendências do pós-guerra no planejamento urbano de caráter suburbano. Desde o seu início em 1993, a cidade tem recebido críticas e elogios de arquitetos e críticos de design.
O empreendimento segue um padrão urbano de alta densidade, com o objetivo de criar uma comunidade integrada de comércio, comércio e habitação social e privada; não há zoneamento. Os planejadores afirmam que estão projetando o desenvolvimento em torno das pessoas e não do carro e visam proporcionar um ambiente de alta qualidade. Para evitar construções constantes, os serviços de utilidade pública são enterrados em túneis de serviço sob a vila. As áreas comuns são mantidas por uma sociedade gestora à qual pertencem todos os residentes. É composto por 35% de habitação social e foi concebido para o desenvolvimento sustentável, que inclui a neutralidade de carbono.
Até certo ponto, o projeto mostra semelhanças com o movimento contemporâneo do Novo Urbanismo. O resumo do desenvolvimento delineava um centro construído em estilo clássico e áreas externas de vizinhança em estilo vernacular, com influências de design derivadas dos arredores. O empreendimento inclui características de época, como cercas de ferro forjado, pórticos, praças públicas de cascalho e janelas com tijolos; conhecidas como janelas cegas, estas tradicionalmente têm uma função estética e são amplamente atribuídas erroneamente ao imposto sobre janelas.

## História

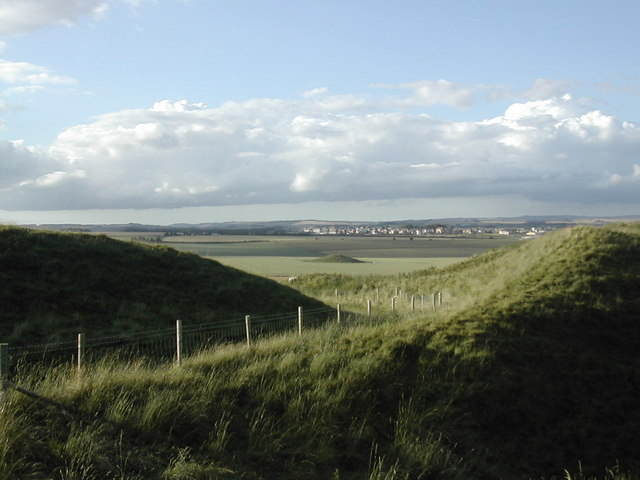
Poundbury visto do Castelo Maiden

Em 1987, o terreno foi incluído no plano local do Conselho Distrital de West Dorset como local preferido para desenvolvimento para expansão da cidade de Dorchester. Carlos III, o então Príncipe de Gales e Duque da Cornualha, já se tinha interessado pela arquitectura e pelo design urbano e estava a escrever o seu livro A Vision of Britain: A Personal View of Architecture. Vendo uma oportunidade de colocar em prática as ideias do Príncipe de Gales, o Ducado da Cornualha optou por liderar o planejamento do próprio desenvolvimento, em vez de vender o terreno a uma construtora estabelecida. O arquiteto Léon Krier, proponente da Nova Arquitetura Clássica e vencedor do Prêmio Driehaus, foi contratado em 1988 para projetar o empreendimento.
A construção começou em 1993 e deverá ser concluída por volta de 2025, sendo o quadrante noroeste o último a ser construído. A configuração final está projetada para suportar aproximadamente 5.800 pessoas.
O empresário de cartões presentes, Andrew Brownsword, patrocinou o desenvolvimento de £ 1 milhão do mercado municipal em Poundbury, projetado por John Simpson e baseado em projetos iniciais, especialmente aquele em Tetbury.
Em junho de 2023, o rei Carlos III e a rainha Camila visitaram Poundbury pela primeira vez desde a sua coroação em maio. Durante a visita, eles inauguraram relevos de bronze de si mesmos em um pedestal localizado na Praça Rainha Mãe e inauguraram o Jardim do Duque de Edimburgo, onde também inauguraram um busto do pai do rei, o Príncipe Philip, o Duque de Edimburgo.
Em 2018, Poundbury tinha uma população de 3.500 residentes.

## Economia e emprego

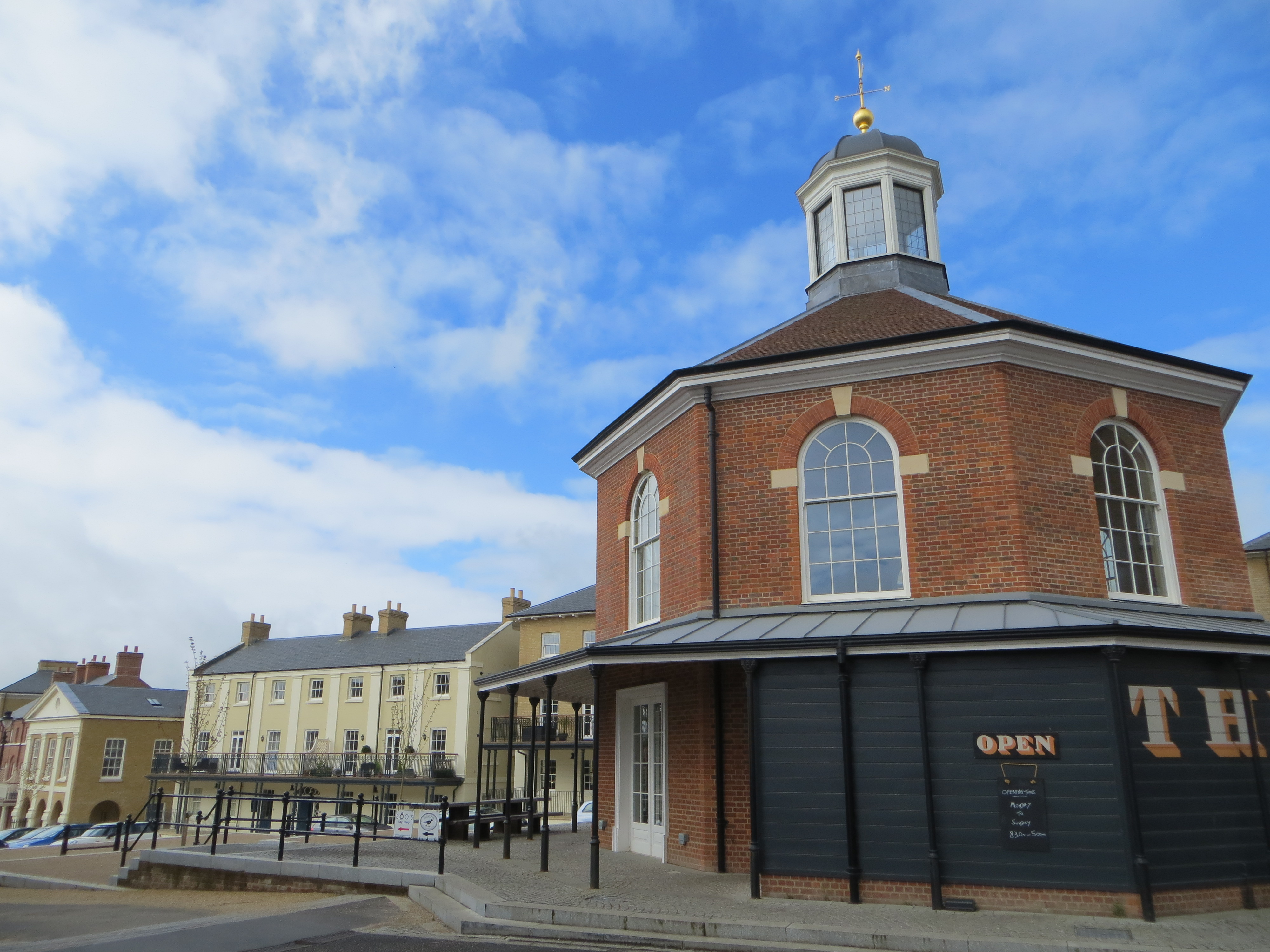
Padaria Butter Cross

Em 2010, Poundbury aumentou a economia local do condado de Dorset, contribuindo com mais de £ 330 milhões; espera-se que contribua com £ 500 milhões nos próximos 15 anos.
Em 2010, mais de 2.000 residentes de Poundbury trabalhavam em 180 empresas locais. Em 2017, o número de empresas aumentou para 185, proporcionando 2.345 empregos. Os negócios incluem uma loja Waitrose, uma empresa técnica que produz peças para asas de aviões e uma fábrica de chocolate.
Um empregador local notável é o fabricante e exportador de alimentos para café da manhã Dorset Cereals, que desde 2000 empregou mais de 100 pessoas em sua fábrica de celeiros construída especificamente para esse fim. A Dorset Cereals mudou-se para outro local em Dorset em 2019. Alegadamente, há espaço para cerca de 80 empresas adicionais.

## Educação
Poundbury tem duas escolas primárias na área de influência: The Prince of Wales e Damers First School. Esta última era uma escola existente em Dorchester, mas em 2017 mudou-se para Poundbury, onde um novo prédio escolar foi construído.

## Demografia
O censo nacional de 2021 mostrou uma população de 4.100. Em 2021, 89,5% da população nasceu no Reino Unido e 10,5% nasceu fora. A composição étnica da cidade em 2021 era de 93,7% de brancos (brancos britânicos ou outros brancos), 2,4% de asiáticos, 0,9% de negros, 2,6% de mestiços ou de múltiplos grupos étnicos e 0,4% de outros grupos étnicos.

## Atrações e pontos de referência

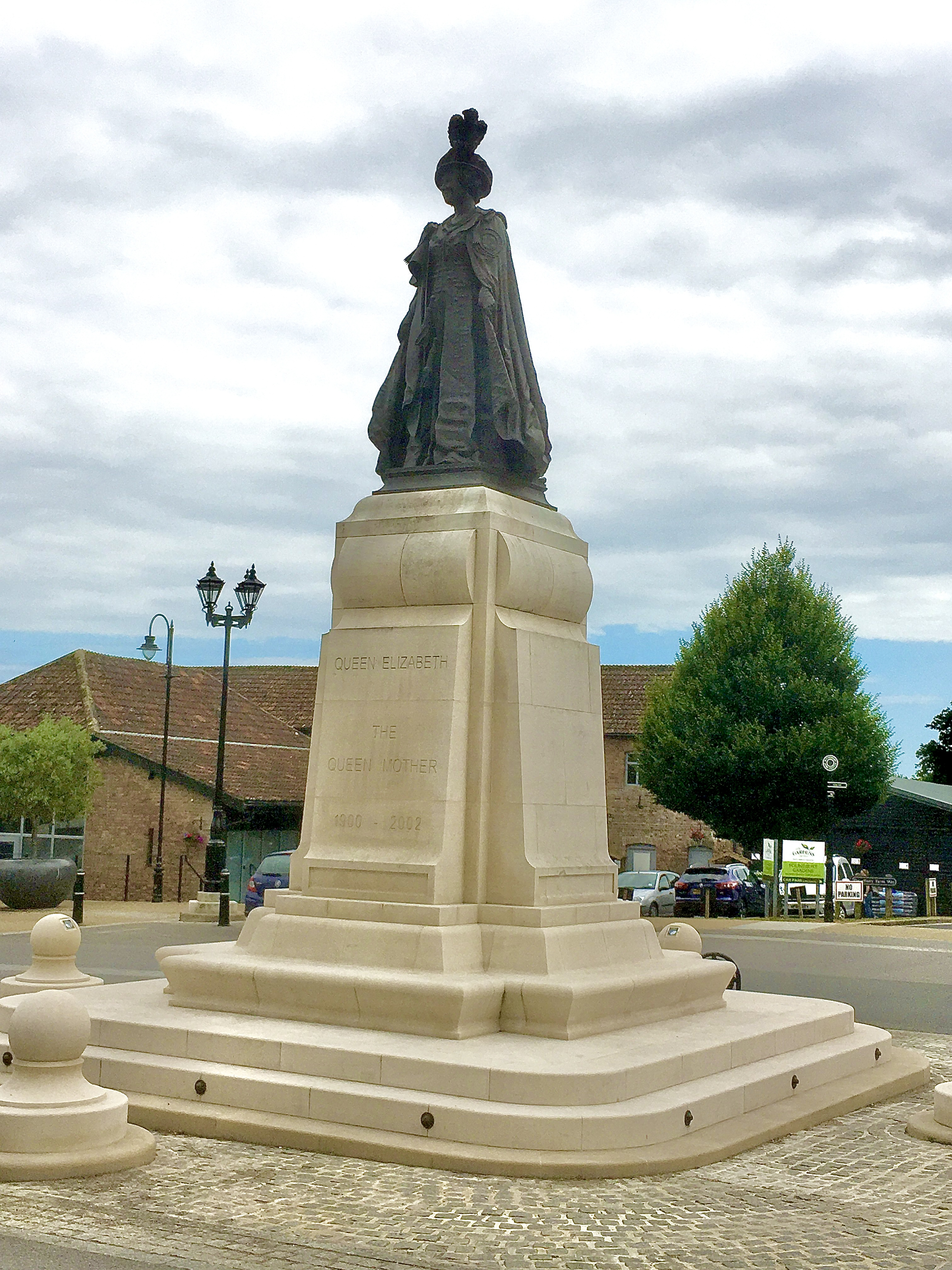
Praça da Rainha Mãe

Devido à aparência e ao plano únicos de Poundbury, a cidade foi visitada por arquitetos, funcionários do governo, planejadores, construtores e incorporadores de todo o mundo.
A Queen Mother Square é cercada por atrações turísticas, como a Strathmore House, nomeada em homenagem à herança paterna da avó do rei Charles, a rainha Elizabeth, a rainha-mãe. Em 2016, a estátua da Rainha Mãe foi inaugurada na praça por Elizabeth II e seu marido, o Príncipe Philip, Duque de Edimburgo. Também em 2016, um pub chamado Duquesa da Cornualha Inn foi inaugurado em homenagem à esposa de Carlos III (então Príncipe de Gales), Rainha Camilla.
Todos os anos, em agosto, o Dorset Food & Arts Festival é realizado na Queen Mother Square, atraindo milhares de pessoas. O festival apresenta os melhores produtos e artes da cidade e também arrecada dinheiro para instituições de caridade.
Em 2018, o então Príncipe de Gales inaugurou oficialmente a primeira igreja de Poundbury, a Dorchester Community Church.
Em maio de 2022, o então Príncipe de Gales abriu formalmente uma enorme área de recreação no maior parque de Poundbury, o Great Field. O Great Field é agora um parque sob os cuidados da Câmara Municipal de Dorchester.

## Política
Para as eleições para a Câmara dos Comuns, Poundbury faz parte do distrito eleitoral de West Dorset. O membro do parlamento (MP) para West Dorset foi Oliver Letwin de 1997 a 2019. Desde as eleições gerais de 2019, o MP local tem sido o conservador Chris Loder.
Desde as mudanças estruturais de 2019 no governo local na Inglaterra, Poundbury elegeu um membro do distrito eleitoral de Dorchester Poundbury para a Câmara de Dorset.

## Recepção

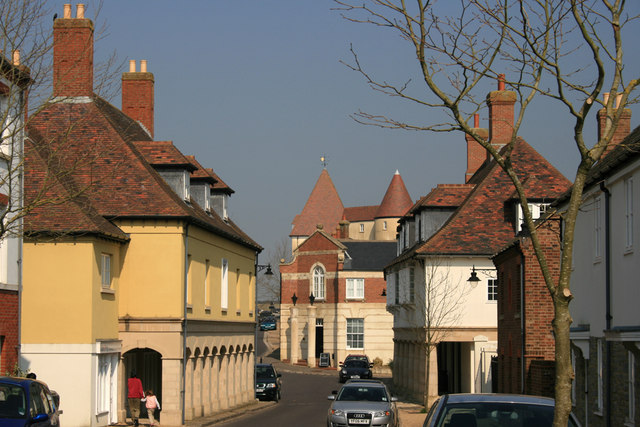
Rua Middlemarsh

O plano de ruas e a estética de Poundbury foram elogiados e criticados por vários comentaristas. Escrevendo na revista Architect do Instituto Americano de Arquitetos, o professor Witold Rybczynski disse que "Poundbury incorpora inovações sociais, econômicas e de planejamento que só podem ser chamadas de radicais". O objetivo de Poundbury era reduzir a dependência do carro e incentivar caminhadas, ciclismo e transporte público. Uma pesquisa realizada no final da primeira fase, entretanto, mostrou que o uso do carro era maior em Poundbury do que no antigo distrito (rural) vizinho de West Dorset; mas um relatório de 2022 disse que "Poundbury tem se destacado por suas ligações de pedestres e transporte público e por não ser tão 'baseado em carros' como outros desenvolvimentos em todo o país."
Entre os críticos, Stephen Bayley o descreveu como "falso, sem coração, autoritário e terrivelmente fofo".  Em 2009, o Corpo de Bombeiros de Dorchester, projetado por Calderpeel Architects, foi selecionado para o prêmio Carbuncle Cup por edifícios feios.
Mesmo assim, o projeto também recebeu elogios. Em 2013, no 20º aniversário do projeto, a publicação Better Cities and Towns escreveu que estava "ganhando convertidos". Alguns anos depois, o crítico britânico de arquitetura e design Oliver Wainwright, do The Guardian, escreveu: "Poundbury, a vila tradicionalista do Príncipe de Gales em Dorset, há muito é ridicularizada como uma Disneylândia feudal. Mas uma comunidade crescente e diversificada sugere que está ganhando muito popularidade. coisas certas." Ele argumentou que seu principal sucesso foi alcançar um desenvolvimento genuíno de uso misto. Contrariando as críticas à estética de Poundbury, o filósofo inglês Sir Roger Scruton elogiou a cidade pelo seu compromisso com os princípios arquitectónicos e de planeamento pré-modernos. No documentário da BBC Why Beauty Matters, Scruton exclamou que:
as proporções [de Poundbury] são proporções humanas; os detalhes são repousantes aos olhos. Esta não é uma arquitetura grandiosa ou original, nem tenta sê-lo; é uma tentativa modesta de acertar as coisas seguindo padrões e exemplos estabelecidos pela tradição. Isso não é nostalgia, mas conhecimento transmitido de época em época.

## Galeria

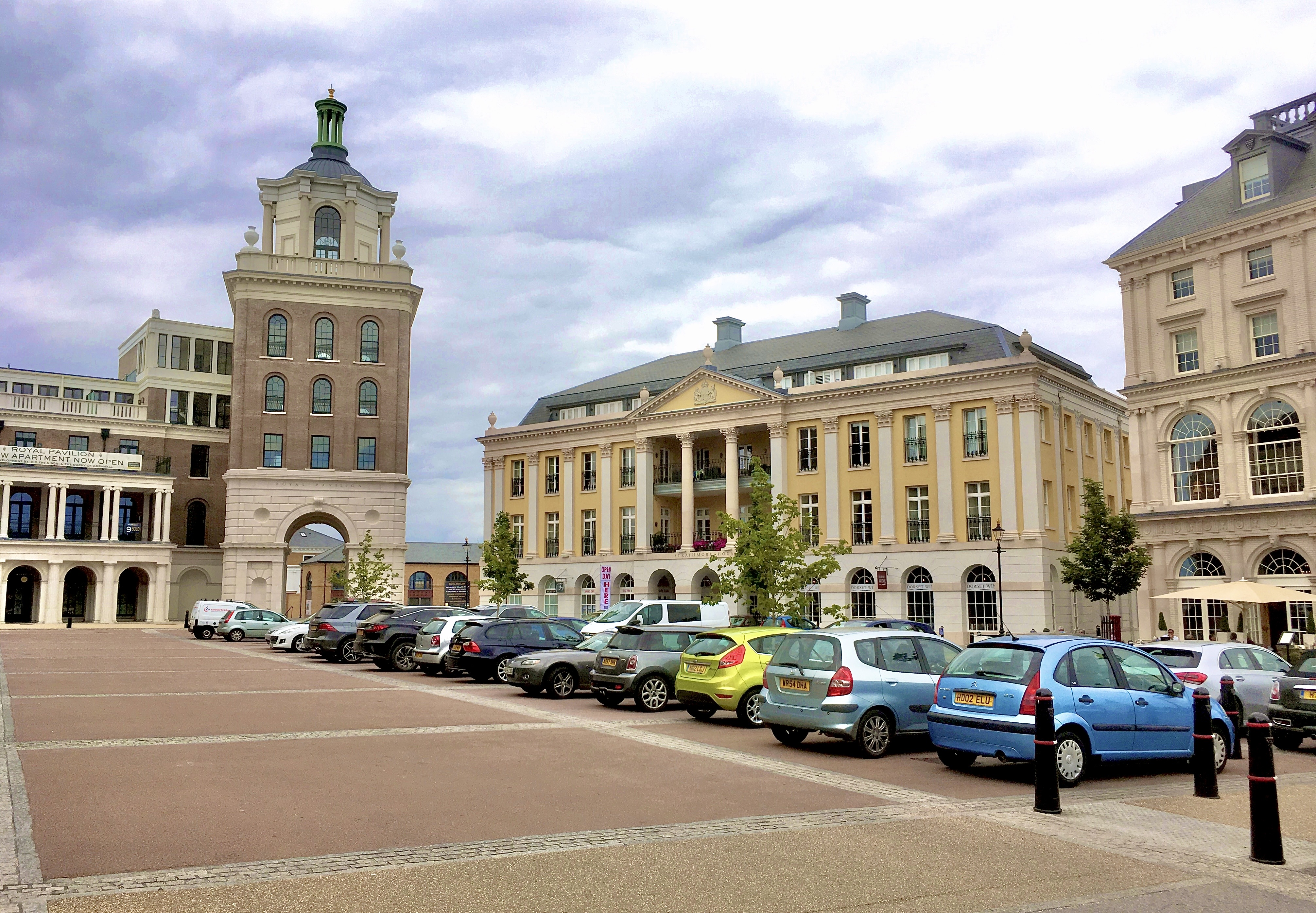
Queen Mother Square
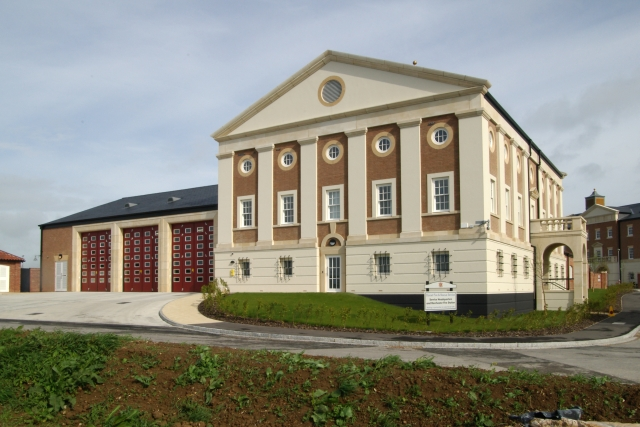
Fire station by Calder Peel[41] (Dorset & Wiltshire Fire and Rescue Service)
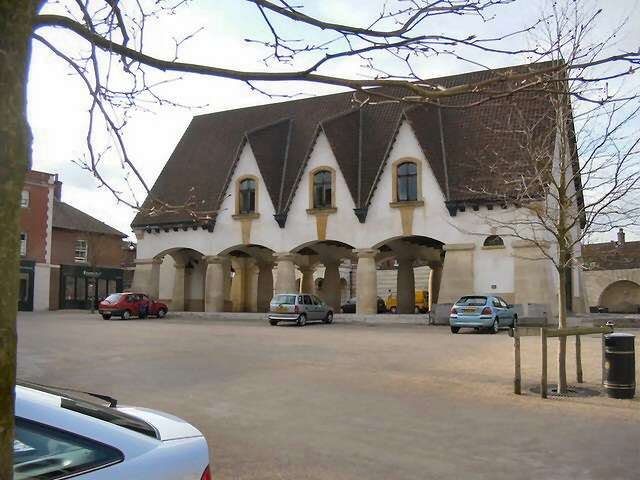
Brownsword Hall (front) by John Simpson[42] (compare Tetbury Market House)
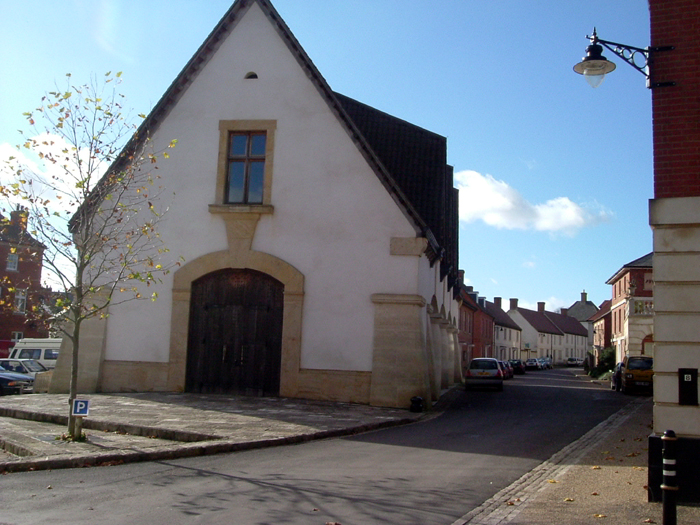
Brownsword Hall (side)
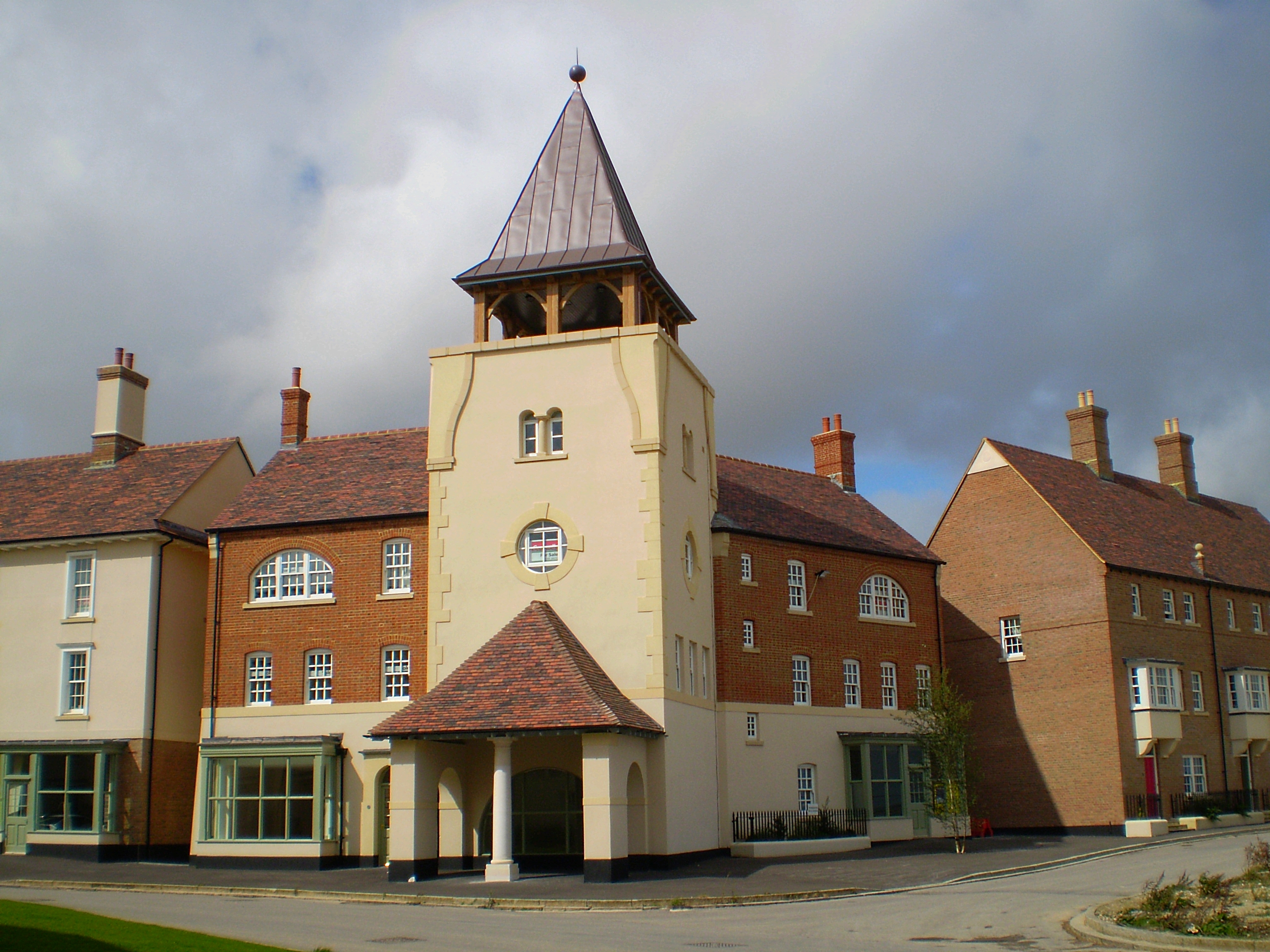
Peverell Ave W / Ringhill Street (Whistling Witch)
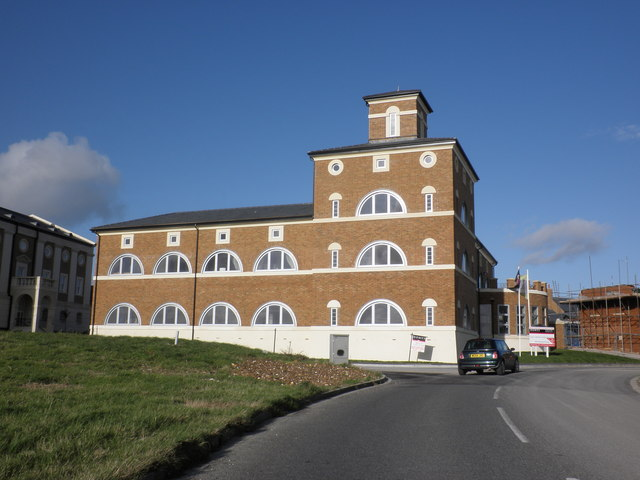
Peverell Ave W / Peninsula Way
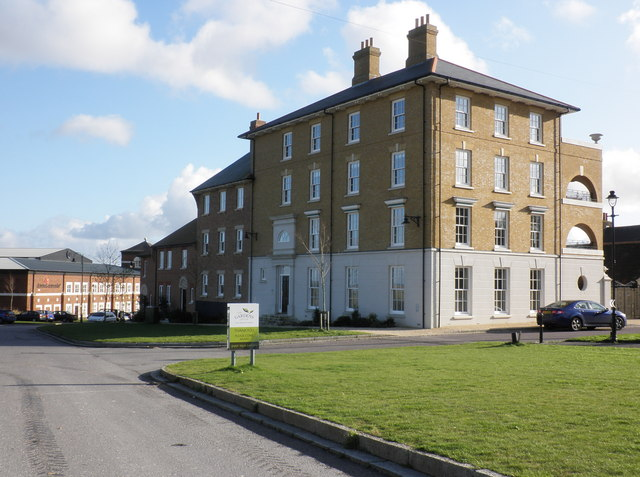
Peverell Ave E / Woodlands Crescent
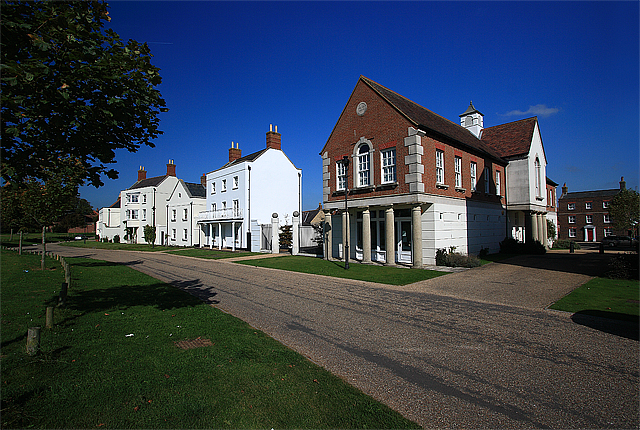
Holmead Walk / Chaseborough Square
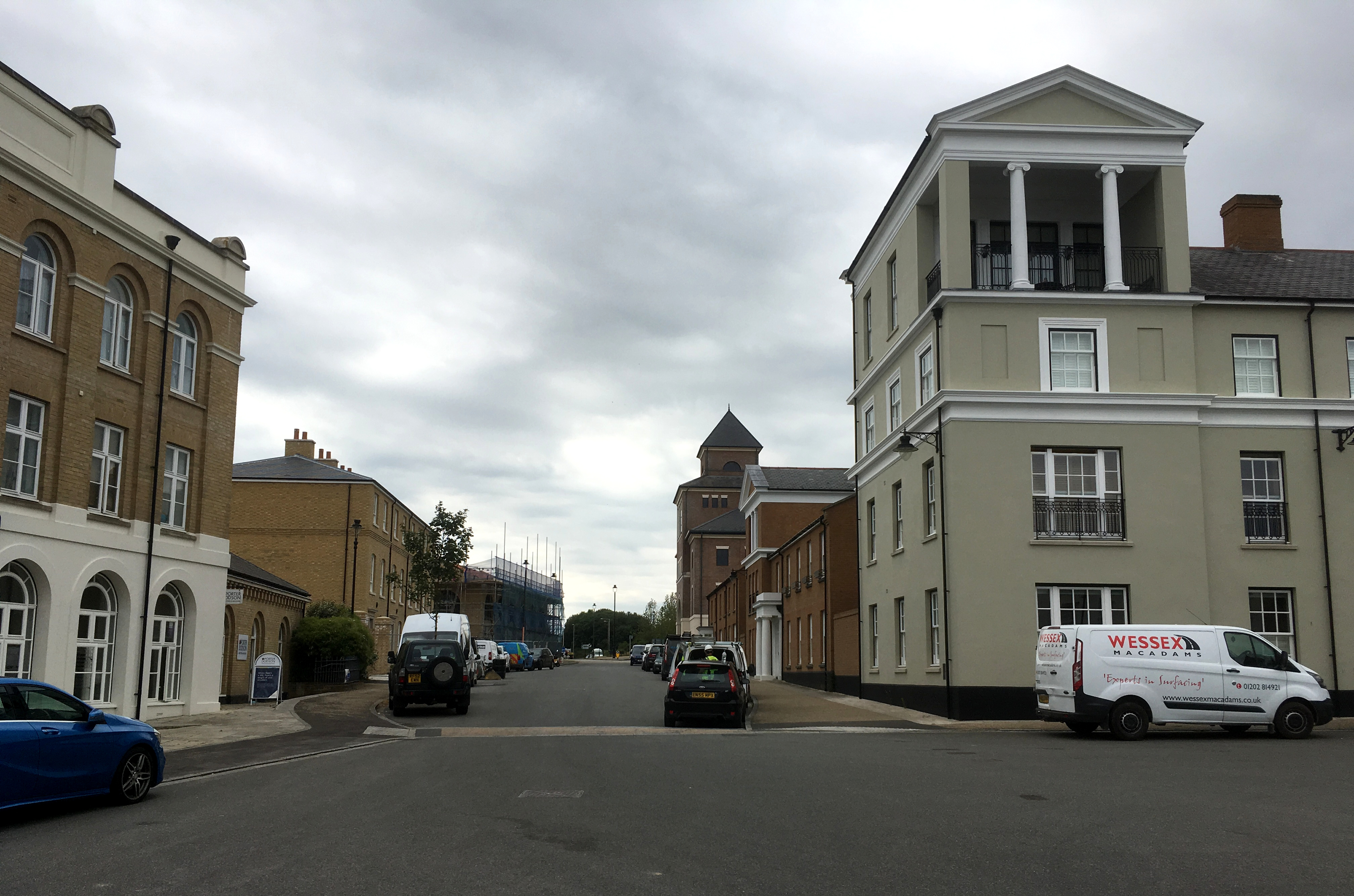
Bridport Road / Beechwood Lane
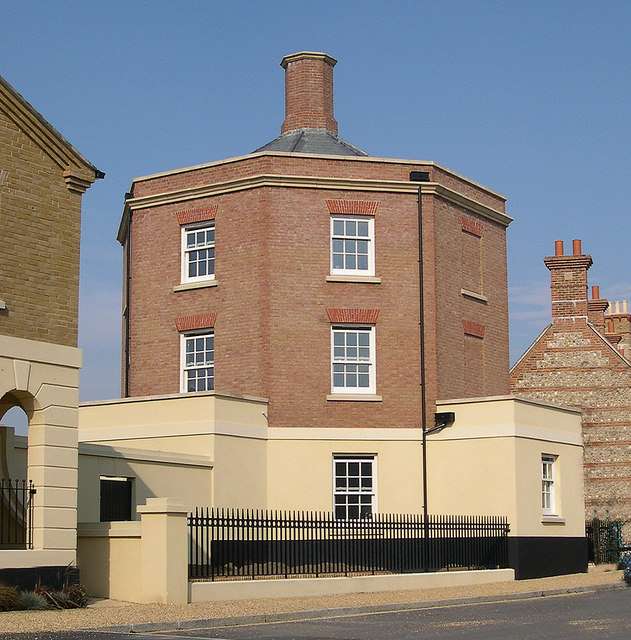
Moraston Street / Weir End Road

## Ligações Externas
- Sítio oficial
- Poundbury at Duchy of Cornwall Office
- Unofficial Poundbury business guide and local information